# Phthona modesta
Phthona modesta är en tvåvingeart som först beskrevs av Maa 1963.  Phthona modesta ingår i släktet Phthona och familjen lusflugor. Inga underarter finns listade i Catalogue of Life.